# Żuraw czarnoszyi
Żuraw czarnoszyi (Grus nigricollis) – gatunek dużego ptaka z rodziny żurawi (Gruidae). Występuje w środkowej i południowej Azji; jest bliski zagrożenia wyginięciem. Jest to gatunek monotypowy.

## Morfologia

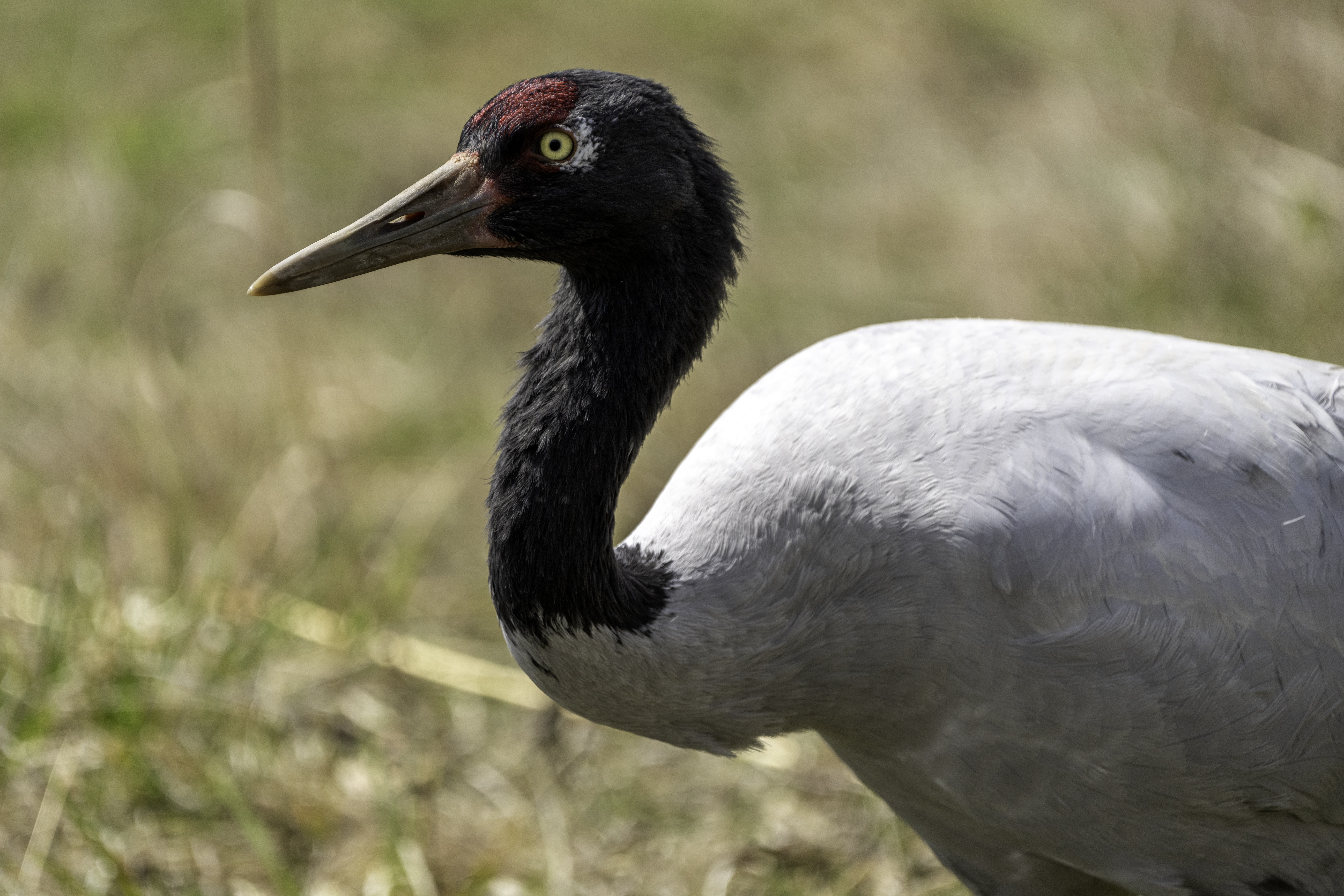
Żuraw czarnoszyi w International Crane Foundation

WyglądOgólnie jest cały szary, z ciemnymi lotkami i nogami oraz długim, brudnobiałym dziobem. Ma czarną szyję oraz nagą, czerwoną skórę na głowie. Tęczówka żółta.
Wymiary
- długość ciała: około 115 cm[4] (inne źródła podają 135 cm[6] i 139 cm[2])
- rozpiętość skrzydeł: 180–200 cm[4]
- masa ciała: 5–7 kg[4]

## Zasięg występowania
Żuraw czarnoszyi zasiedla wyspowo środkowe i południowo-zachodnie Chiny (Wyżyna Tybetańska) i północne Indie (Ladakh). Zimowiska położone są niezbyt daleko od terytoriów lęgowych – w południowych Chinach, Bhutanie, niewielka populacja zimuje w północno-wschodnich Indiach (Arunachal Pradesh), dawniej także w Wietnamie, sporadycznie zalatuje do Nepalu.

## Ekologia i zachowanie
ŚrodowiskoJego środowisko to tereny podmokłe. Obszary lęgowe położone są na wysokości 2950–4900 m n.p.m., a zimowiska na 1900–3950 m n.p.m. (jest to jedyny wysokogórski gatunek żurawia).
LęgiGniazdo mieści się na ziemi lub na wodzie. Samica składa zazwyczaj 2 jaja, których inkubacja trwa 30–34 dni. Wysiadują oboje rodzice. Pisklęta są pokryte brązowym puchem. Młode są w pełni opierzone po około 3 miesiącach od wyklucia. Żurawie czarnoszyje osiągają dojrzałość płciową w wieku 2–3 lat. Dożywają 30 lat.
PożywienieRyby, żaby, owady oraz rośliny wodne.

## Status
IUCN od 2020 roku uznaje żurawia czarnoszyjego za gatunek bliski zagrożenia (NT – Near Threatened); wcześniej, od 1994 roku miał status narażonego na wyginięcie (VU – Vulnerable). W 2014 roku liczebność populacji szacowano na około 10 000–10 200 ptaków (w tym około 6600–6800 osobników dorosłych). Tendencję uznaje się za stabilną. W środkowym Tybecie odnotowano zagęszczenie par wynoszące 2,2 pary na km².